# Диск голф
Диск голф (Фризби голф) је „спортска игра са летећим диском”, која захтева прецизност као главну карактеристику, у којој је циљ погодити летећи диск у мету (кош). По дефиницији Професионалне диск голф асоцијације „циљ игре је прећи задату дистанцу од почетка до краја са минималним бројем бацања диска”. За само осам година (2000 – 08), број терена за диск голф се удвостручио. Овај спорт се практикује у, приближно, 40 земаља широм света.

## Историја

### Џорџ Сапенфилд и прве мете
1965. године, Џорџ Сапенфилд из Калифорније био је задужен за рекреацију деце током летњег кампа. У току преподневне партије голфа, схватио је да би могло бити забавно за ученике да на истом терену играју голф са фризбијем. Импровизовао  је прву мету-кош за учеснике и организовао нову игру. Када је завршио колеџ 1968. године, постао је супервизор за рекреацију у „Хиљаду храстова”, Калифорнија. Ту је први пут одраслима представио нову игру, организујући турнир у диск голфу, као један од својих пројеката. Обезбедио је прве мете (хулахопи) и фризбије преко спонзора. Ипак, тек 1970. године терени за диск голф крећу да се појављују на Средњем Западу и Источној Обали САД-а. Неки Сапенфилдови познаници су успели да представе нову игру на универзитету Беркли, где је брзо постала популарна и добила своје прве терене.

### Развој модерног диск голфа
Двојица најпознатијих људи заслужних за развој овог спорта су „Мирни Ед” Хедрик, који је први увео модерну мету-кош са ланцима, и Дејв Дунипејс, који је дизајнирао модерни диск за ову игру 1983. године, додајући му косу ивицу и, на тај начин, успео је да омогући бољу прецизност и далекосежност диска. Дејв је био и један од оснивача „Инове”, популарног произвођача дискова.
„Мирни Ед” Хедрик је почео да размишља о овом спорту у време када је радио у компанији играчака, где је патентирао и дизајнирао модерне фризбије. Хедрик, познат као „отац Диск голфа”, први је осмислио стандардизоване терене са метама у „Ла Канада Флинтриџу”, Калифорнија (парк данас познат као „Хахамонгна Вотершед Парк”). С обзиром на свој дизајн модерног диска, њему се приписује највећа заслуга за модерну еру спортова са овим реквизитом. Ед је основао „Међународну асоцијацију фризбија” (ИФА), и почео је да успоставља стандарде за разне врсте спортова који користе фризби као реквизит.
Хедрик је осмислио назив „Диск голф” и патентирао прву стандардизовану мету са ланцима и кошем, која се и данас користи.

## Основна правила
• Почетно бацање - Игра почиње на сваком пољу у ком играчи бацају диск из обележеног дела, познатог као „те-бокс”. „Те бокс” је обично означен другачијом подлогом, димензија око 1,5 x 3,5 метра у којој мора бити бар једно стопало у време избачаја диска.
• Успостављање позиције – Бачен диск успоставља своју позицију оног тренутка када падне и престане да се креће. Уколико се, којим случајем, разбије на делове, место највећег парчета означава се као достигнута дистанца.
• Маркирање положаја – Установљена позиција баченог диска се обележава у подлози, односно специјалним маркером на линији игре.
• Став за бацање – Да би се диск правилно избацио, играч мора једним стопалом бити у контакту са подлогом на обележеној локацији. Након избачаја, играч може иступити напред, осим уколико не таргетира кош. Сматра се да играч таргетира кош када је унутар радијуса од 10 метара од мете. Када је позиција унутар овог радијуса, ништа не сме бити испред бацача све док не избаци диск. Играч добија упозорење уколико први пут прекрши овај став, а додатно бацање за сваки следећи прекршај.
•Погодити мету - У диск голфу постоје два типа мете; кош-мета и класична мета. Да би се рачунао погодак у кош-мету, диск треба да слети унутар доњег цилиндра коша или унутар ланаца. Диск који је слетео на горњи део коша или на ивицу кавеза, не рачуна се као погођен. Да би се рачунао погодак у класичну мету, диск мора погодити означену површину на објекту.
•Ван игре - Диск се рачуна да је напустио игру када је сваки његов део у потпуности ван граница мете, обележене одговарајућим материјалом. Играч чији је диск напустио игру, добија једно додатно казнено бацање. Играч може изабрати да то бацање изведе из истог положаја или из положаја који ће бити до један метар удаљен перпендикуларно од места где је диск напустио обележену границу мете.
•Дискови који се користе у игри – Дискови који се употребљавају у овом спорту морају испунити све прописане стандарде ПДГА. Сваки диск модификован да унапреди своје карактеристике лета сматра се неважећим; ово укључује и дискове који су оштећени/сломљени. Играч који је употребио такав диск добија казну од два додатна бацања без претходног упозорења.
•Редослед игре– Редослед почетних бацања на првој мети одређен је редним бројем бацача на евиденцији бодова. Почетна бацања на свакој наредној мети одређена су постигнутим резултатом са претходне мете. Ко је имао најмање бацања на претходној, тај играч добија првенство бацања на наредној мети. Уколико је два или више играча изједначено на претходној мети, гледа се учинак истих играча на мети пре те. Након што су сви имали почетно бацање, следећи баца онај који је највише удаљен од мете.
•Правила понашања - Правила понашања дефинишу понашање играча и свако непоштовање истих има за последицу казнена бацања:
- Играчи не треба да бацају све док нису сигурни да тиме неће угрозити нечију концентрацију или сигурност.
- Играчи треба да обрате пажњу да не ометају оне који су на реду да бацају.
- Бацање отпадака на терен није дозвољено и сматра се прекршајем правила понашања.
- Од играча се очекује да погледом испрате свако бацање диска и помогну у потрази за истим, уколико је потребно.

За детаљнија правила овог спорта може се погледати ПДГА Званична правила.